# Rho3 Eridani
Rho3 Eridani (ρ3 Eridani, förkortat Rho3 Eri, ρ3 Eri)  som är stjärnans Bayerbeteckning, är en ensam stjärna belägen i den nordvästra delen av stjärnbilden Eridanus. Den har en skenbar magnitud på 5,26, är svagt synlig för blotta ögat där ljusföroreningar ej förekommer och bildar en asterism med stjärnorna Rho1 och Rho2 Eridani, söder om Cetus. Baserat på parallaxmätning inom Hipparcosuppdraget på ca 24,1 mas, beräknas den befinna sig på ett avstånd på ca 136 ljusår (ca 42 parsek) från solen. 

## Egenskaper
Rho3 Eridani är en blå till vit stjärna i huvudserien av spektralklass A5 V (vissa källor listar den som A8 V). Den har en massa som är ca 1,8 gånger större än solens massa, en radie som är ca 20 procent större än solens och utsänder från dess fotosfär ca 10 gånger mera energi än solen vid en effektiv temperatur på ca 7 400 K.